# Strix Q
Strix Q var en svensk musikgrupp från Stockholm, bildad 1977. Gruppen är mest känd som Magnus Ugglas kompband.

## Historia
Strix Q bildades efter Magnus Ugglas turné 1977. Musikerna som spelade med Uggla hade fram till dess gått under namnet Strix ("uggla" på latin). De fick ett erbjudande av Ugglas manager att spela in en egen skiva. De nappade och spelade med Uggla som producent in hans låt "Sommartid" i den version som de hade spelat under turnén. Singeln gavs ut 1978 men rönte inga större framgångar. Samtidigt genomfördes också en turné och debutalbumet Strix Q gavs ut.
Gruppen skaffade en ny producent och började arbeta på ett nytt album 1979. Basisten Lasse Hermin hoppade då av. Sångaren Staffan Birkenfalk tog över keyboarden och basen lämnades över till Olle Olander. Gruppen gav ut albumet Visa vad du går för och följde upp det med en turné.
När singeln "Boyss" gavs ut lossnade det för bandet. Den blev filmmusik till Ingmar Bergmans film om Fårö. Strix Q fick uppträda live SVT:s Måndagsbörsen.
Albumet Capitol City gavs ut 1980. Gruppen åkte på en CBS-sponsrad turné med två andra stockholmsband. Därefter fick bandet en ny manager. Första folkparksturnén sattes ihop och gruppen spelade på ett 50-tal platser. Turnén avslutades på Liseberg inför 5 000 personer och "Boyss" fick pris för årets bästa discosingel.
År 1981 gick gruppen in i studion igen. Denna gång utan skivbolag. Det enda man hade i ryggen var förlaget som betalade sejouren i studion. 
Strax före sommaren 1982 hörde Magnus Uggla av sig. Han ville ha med hela Strix Q och sina egna två gitarrister på sin sommarturné 1983.
Under 1982–1983 deltog bandet också på Chattanoogas album "Stoppa Pressarna!" och "Glimten i ögat".

## Originalmedlemmar
- Staffan Birkenfalk, sång och keyboard
- Nysse Nyström, gitarr, kör
- Dante Holmberg, gitarr, kör
- Olle Olander, bas, kör
- Benna Sörman, trummor, kör

## Diskografi
- 1978 – Strix Q
- 1979 – Capitol City
- 1981 – La la la
- 1982 – Äventyrens år
- 1989 – Best of Strix Q

## Melodier på Svensktoppen
- "Boyss" - 1980  [1]